# Jimmy Timmy Mocna Godzina
Jimmy Timmy Mocna Godzina (ang. Jimmy Timmy Power Hour, 2004) – amerykański film animowany Nickelodeon. Jest to crossover kreskówek Nickelodeon – Wróżkowie chrzestni i Jimmy Neutron: mały geniusz. Swoją premierę w Polsce miała do tej pory tylko część trzecia 19 kwietnia 2009 roku i druga 24 grudnia 2010.

## Fabuła
Timmy nie skończył swojego projektu na wystawę naukową na temat transportu, ponieważ przez cały czas grał w Decymatora: Niszczyciela Planet, dlatego musi szybko znaleźć dobry projekt naukowy z jakiejś pracowni, ale nie może wziąć ze sobą Cosma i Wandy, bo to wbrew regulaminowi, by wróżkowie pomagali w konkursach, więc Wanda daje Timmy'emu Auto-Poofer, żeby mógł przenieść się z powrotem do swojego pokoju. Kiedy Timmy życzy być w największej pracowni we wszechświecie, trafia do pracowni Jimmy’ego Neutrona w Retroville. Kiedy Jimmy pracuje nad ulepszeniem Goddarda, natyka się na Timmy’ego, który bawi się jego wynalazkami i naciskając guzik na Auto-Pooferze Timmy’ego Jimmy przypadkiem przenosi się do Mrokowa. W Retroville Timmy szukając dalej jakiegoś dobrego projektu, zauważył Goddarda, który był w trakcie instalacji i zaczął majstrować przy nim myśląc, że jest konsolą i włożył do niego swoją grę, która zaczęła się potem instalować w jego oprogramowaniu. Timmy potem spotyka przyjaciół Jimmy’ego – Carla i Sheena, którzy myślą, że Timmy to Jimmy, który zmniejszył swoją głowę, ale od razu go lubią i zgadzają się mu pomóc przy projekcie, potem zaczęli się razem bawić wynalazkami Jimmy’ego, ale ich zabawę przerywa niezadowolona Mama Jimmy’ego, która też myśli, że Timmy to Jimmy i chce ukarać Timmy’ego za bałagan na podwórku, ale Timmy używa Hipno-promienia i sprawił, że Mama Jimmy’ego myśli, że jest Mega-Mamą, potem jeżdżąc na deskolotni wpada na Libby i Cindy, która polubiła Timmy’ego ze względu na jego osobowość. Kiedy instalacja gry w Goddardzie została zakończona, Goddard przemienił się w Decymatora i na początku zaatakował Tatę Jimmy’ego. Tymczasem w Mrokowie Jimmy spotyka Cosma i Wandę i myśli, że są hologramami. Potem spotyka Tatę Timmy’ego i Vicky, która wiezie go do szkoły. Tam Jimmy jest mylony z Timmy'm przez wszystkich, włączając pana Crockera. Kiedy dowiaduje się o wystawie naukowej, pokazuje wszystkim Auto-Poofer Timmy’ego i znika. Pan Crocker domyśla się, że jego wielka głowa i teleportujące pióro to sprawka Wróżków Timmy’ego i planuje wykraść Jimmy'emu to pióro. Kiedy Jimmy dowiaduje się, że z Goddardem jest coś nie tak, musi wrócić do Retroville, ale nie może, bo Auto-Poofer jest zaprojektowany do przenoszenia Timmy’ego do jego pokoju, ale Jimmy zajął się tym szczegółem łącząc Auto-Poofer z przenośną mini-konsolą Timmy’ego i teraz może wrócić do domu, ale na drodze stanął mu pan Crocker i przeniósł siebie, Jimmy’ego, Cosma i Wandę do Krainy Wróżków. W Retroville Timmy dobrze się bawiąc z Cindy dowiaduje się, że Goddard, po zainstalowaniu się gry Timmy’ego zamienił się w potwora z jego gry i zaczyna atakować miasto i Timmy musi go powstrzymać... i to od środka, po tym, jak został przez niego pożarty, zaś w Krainie Wróżków Crocker dostał się do zbrojowni Krainy Wróżków i odciął zapasy magii Wróżków z Wielkiej Różdżki i zaczął zmieniać Krainę Wróżków na Krainę Crockera. Jimmy używa swojej Burzy Mózgu, by pokonać Crockera i uratować wszystkich Wróżków. W tym celu Jimmy wraca do Mrokowa do szkoły Timmy’ego, gdzie konstruuje mechaniczną zbroję z projektów naukowych kolegów Timmy’ego. Ostatecznie mu się udaje pokonać Crockera przez zajęcie go robo-klonem i naprawienie w tym czasie Wielkiej Różdżki. Kiedy Crocker jest już bezsilny, Jorgen von Pyton (zamieniony w psa rasy schnauzer przez Crockera) atakuje go swoimi psimi zębiskami wymazywując mu pamięć. Kiedy jest po wszystkim, Timmy znów łączy się z Jimmym, Cosmo i Wandą i życzy, by obaj wrócili do swoich domów. W tym czasie Cindy mówi Timmy'emu, że nigdy o nim nie zapomni i Jimmy mówi jej, żeby się wyniosła z jego pracowni. Kiedy nadeszły targi naukowe, Timmy wciąż nie znalazł projektu, kiedy nagle z portalu wyskakuje Goddard wysłany przez Jimmy’ego, by pomóc Timmy'emu. Dzięki Goddardowi Timmy wygrywa pierwsze miejsce i dostaje A, za co dziękuje Jimmy'emu, zaś w pracowni Jimmy’ego znów pojawia się Cindy, która chciała jeszcze raz przywitać się z Timmym, a potem zdenerwowany Jimmy znów każe jej się wynieść z jego pracowni.

## Sequele

### Jimmy Timmy Mocna Godzina 2: Zderzenie mózgów
Premiera odbyła się 24 grudnia 2010 r. Timmy wraca do Retroville (tym razem z Cosmem i Wandą), by zaprosić Cindy Vortex na tańce w piątek trzynastego, ale Jimmy Neutron też chce wziąć Cindy na tańce i zaczynają o nią rywalizować. Tymczasem Anty-Cosmo planuje wypuścić całą chmarę Anty-Wróżków z Krainy Wróżków i zatrzymać obracanie się Ziemi, by mógł zapanować wieczny piątek trzynastego i używa do pomocy Profesora Calamitousa, który dowiaduje się o Wróżkach Timmy’ego i chce ich wykorzystać do zniszczenia Jimmy’ego. Wypuszczeni z Krainy Wróżków Anty-Wróżkowie zaczęli szerzyć swój plan, ale zostają ostatecznie pokonani przez Jimmy’ego i Timmy’ego i ich przyjaciół poprzez zwabienie ich pechem i uwięzienie ich w Hiper-sześcianie z wbudowaną siatką na motyle, ale kiedy Jorgen i Calamitous zaczęli się bić o Hiper-sześcian, Timmy przypadkiem strzelił w nich rozszczepiaczem genów i ich połączył. Calamitous zamierza użyć mocy Jorgena, by zniszczyć Retroville i porywa Cindy. Teraz Jimmy i Timmy razem z przyjaciółmi muszą ratować ją i całe Retroville.

### Jimmy Timmy Mocna Godzina 3: Świronatorzy!
Premiera odbyła się 19 kwietnia 2009 r. Jimmy, pracując nad swoim portalem, dowiaduje się, że w Mrokowie Chester i RJ są zbyt zajęci dla Timmy’ego i Timmy zmierza do Retroville (i do Cindy), więc próbuje go powstrzymać, ale kiedy obaj dowiadują się, że Cindy wyjechała z rodzicami do SPA, Jimmy i Timmy stają się kumplami, choć ich przyjaciołom się to nie podoba. Po pokonaniu kilku swoich wrogów uznali, że razem idzie im to zbyt łatwo, więc zamierzają stworzyć własnego, potężniejszego superwroga, ale okazuje się tylko wyglądać na złego i myśli, że się z nimi bawi, ponieważ Jimmy i Timmy zapomnieli go uczynić naprawdę złym. Kiedy Wróg okazuje się nie zachowywać jak złoczyńca, Jimmy i Timmy go odrzucają. Wróg się za to na nich wkurzył i zaczyna z nimi walczyć, ale posuwa się za daleko i zamierza stworzyć dla siebie własny świat i zniszczyć światy Jimmy’ego i Timmy’ego. Na dodatek Wróg wykradł wiedzę Jimmy’ego z jego mózgu i zjadł różdżki Cosma i Wandy, czyniąc Jimmy’ego i Timmy’ego bezbronnymi. Teraz Jimmy i Timmy z pomocą swoich przyjaciół muszą bez geniuszu Jimmy’ego i magii Wróżków Timmy’ego poradzić sobie z Wrogiem i uratować swoje światy.

#### Wersja polska
Wersja polska: na zlecenie Nickelodeon Polska − Start International Polska

Reżyseria: Marek Klimczuk

Dialogi polskie: Alicja Petruszka

Tekst piosenki tytułowej: Anna Niedźwiecka

Dźwięk i montaż: Janusz Tokarzewski

Kierownik produkcji: Dorota Nyczek

Udział wzięli:
- Anna Sztejner –
  - Timmy Turner,
  - Libby
- Dominika Kluźniak − Jimmy Neutron
- Anna Apostolakis – Wanda
- Jacek Kopczyński – Cosmo
- Grzegorz Drojewski − Carl
- Tomasz Bednarek – Sheen
- Monika Pikuła − Cindy
- Joanna Pach – Chester
- Brygida Turowska – RJ
- Robert Tondera – Wróg, który nie nazywa się Shirley
- Grzegorz Pawlak –
  - Tata Jimmy’ego,
  - Burmistrz Mrokowa
- Agnieszka Kunikowska − Mama Jimmy’ego
- Wojciech Paszkowski –
  - Tata Timmy’ego,
  - Doktor Kwas,
  - Sam,
  - Nega-Szczena,
  - Lokaj Vortexów
- Izabela Dąbrowska – Mama Timmy’ego
- Artur Kaczmarski – Pan Crocker
- Joanna Węgrzynowska – Vicky
- Wojciech Machnicki – Profesor Calamitous
- Cezary Kwieciński – Eustachy Straucz